# Взятие Кюлюли
Взятие Кули (лакск. Ккуллал талатаву) — операция, проведённая Самурским отрядом полковника князя М. З. Аргутинского-Долгорукого по штурму села Кули, занятого силами имама Шамиля.
Весной 1842 года Шамиль вторгся в Казикумухское ханство и занял главный лакский аул Гази-Кумух. Численность его войск увеличилось с 7 до 15 тысяч из-за присоединения к нему лакских ополченцев. Узнав об этом Аргутинский начал собирать войска около селения Рича, соединил 4 батальона пехоты, и 1700 человек милиции Илисуйского султана Данияла, двинулся прямо к Кумуху. Горцы временно отступили. 25 мая Шамиль с 4777 воинами под руководством Ахбердила-Мухаммада и Хаджи-Мурата вновь появился под Гази-Кумухом, перед этим овладев аулом Унчукатль. Далее быстрым маршем он направился к крупнейшему лакскому аулу Кули. Жители аула впустили и поддержали имама. Мюриды и ополченцы были расквартированы.
На рассвете 2 июня Аргутинский собрав силы направился к мятежному аулу. Уже к середине дня аул был в кольце. Силы русского отряда состояли из 3 батальонов пехоты 1-го Мингрельского, 1-го Тифлисского, 3-го Эриванского карабинерного и 2 рот маршевого батальона, 4-х горных единорогов и 1700 человек милиции резерва, а также 400 иллисуйских милиционеров на службе у России.
В Кули, по российским данным, сразу после прихода Шамиля начали стекаться лакцы со всего ханства, и уже днём там находилось около 9-15 тысяч человек. Горцы сбились в селение, прислонённое к высокой скале и подымающееся амфитеатром на значительную высоту; каждая сакля оборонялась несколькими десятками воинов.

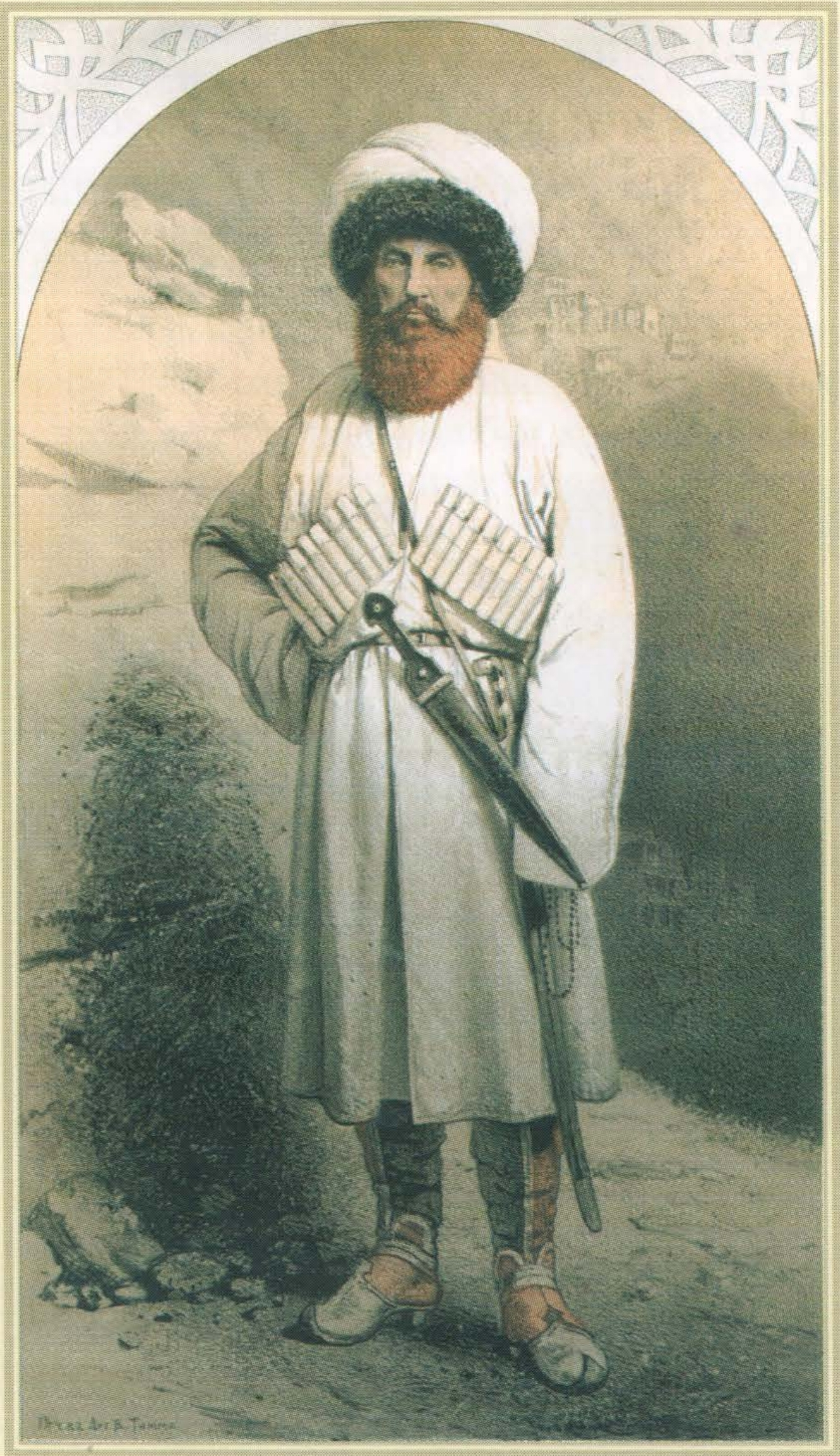
Имам Шамиль. Худ. Тимм.

Завязалось сражение, русские войска во главе с Аргутинским стояли на левой стороне реки Хунних, часть горцев совершив вылазку перешли реку однако не выдержали ударов расположившейся перед селом артиллерии. Всякий раз когда Шамиль пытался приблизиться вплотную к российским войскам и воспользоваться численным преимуществом для рукопашной схватки, горцы тут же попадали под огонь артиллерии. Опытные мюриды, видя невозможность приблизиться вплотную, начали отступать обратно к селу. За ними последовали и остальные, но Шамиль приказал собраться вместе, и нанёс удар по левому флангу. Ему удалось отбросить кюринскую милицию, однако в это же время уже на правом фланге российская пехота начала переходить за реку, и часть горцев под руководством Ахбердил-Мухаммада отошла на правый фланг и напала на илисуйскую милицию Даниял-бека. Видя это Аргутинский перебросил на правый фланг ещё 2 роты Мигрельского полка, а во время атаки сам князь повёл туда гренадерскую роту тем самым выручив отряд Даниял-бека от истребления. Остальные три роты батальона заняли мост. Опрокинутые горцы сбились у реки и были рассеяны артиллерийским огнём. Вся река окрасилась кровью, и мутные волны понесли трупы убитых. Ближе к ночи российские войска сумели оттеснить горцев и занять сельское кладбище. Сражение продолжались до самой ночи, горцы потеряли около 300 человек. Мюриды заперлись в каменных саклях аула. Глубокой ночью Шамиль получил известие, что генерал Граббе направляется для взятия столицы Имамата аула Дарго. На рассвете следующего дня Шамиль с мюридами в спешке покинул аул, Аргутинский же преследовал его до самого Кумуха. Позже за победу в этом сражении полковник Аргутинский получил чин генерал-майора. В это же время в лесах Ичкерии российский отряд попал в засаду и был истреблён. В 1849 году Даниял-бек с отрядом снова должен был прийти в Кули, причём на этот раз уже в качестве наиба Шамиля. Он должен был заняв Хосрех идти на Кули, однако по стечению обстоятельств этого не произошло. Моктюб Шамиля (предписание) переданный им Хаджи-Мурату для отправления к Даниял-беку, был послан немедленно с особым нарочным, но и нарочный, и моктюб пропали бесследно.
Лакский писатель и революционер, государственный, политический, партийный и общественный деятель Дагестана Саид Габиев в 1906 году, в своем труде "Лаки, их прошлое и быт", описал это сражение так
«Оставив при себе около четырех тысяч человек, Шамиль отправил остальных (1000) в Кули, куда стекались и кази-кумухцы. Но ожидая удобного момента, он не начинал военных действий. Тогда Аргутинский решил положить конец такому тяжелому положению войск  и 2-го июня дал Кулинское сражение. Сражение это по рассказам, происходило так. Аргутинский начал сражение безостановочной пальбой из орудий, желая вначале же напугать горцев; но те крепко засели в ущельях и не терпели большого урона. Но после прекращения пальбы, мюриды стали выходить из ущелий и группироваться в густые колонны, чтобы дружным натиском отбросить неприятеля. Тогда и русские двинулись вперед в атаку. Завязался страшный рукопашный бой . Целых пять часов храбро дрались обе стороны и покрыли поле телами убитых . Поле сражения после долгих колебаний, благодаря орудиям, осталось за русскими»